# MP 51
Vous lisez un « bon article » labellisé en 2008.
Ne doit pas être confondu avec CC 20001 (Grand-Mère).
Le MP 51 constitue la première génération au monde de métro sur pneumatiques. Surnommé la Grand-Mère, cet unique véhicule expérimental a été commandé et testé par la Régie autonome des transports parisiens (RATP) sur la voie navette du métro de Paris, de 1952 à 1956.
Définitivement garé en 1961, il a rejoint les collections du musée des transports urbains en 1981, puis les réserves de la RATP à la gare de Villeneuve-Triage.
La Grand-Mère a permis de valider le concept de roulement sur pneumatiques pour un matériel roulant du métro, aux performances très supérieures aux anciens matériels sur fer. Cette technologie est employée depuis sur cinq lignes parisiennes et plusieurs réseaux de métro à travers le monde.
Cette rame a également servi de support pour le prototype d'un système de pilotage automatique, déployé depuis sur la quasi-totalité des lignes avec conducteurs du réseau parisien.

## Histoire

### Les trains sur pneus
L’idée d'utiliser les pneumatiques sur des trains date du début du XXe siècle. En effet, un roulement sur pneumatiques permet une adhérence trois fois supérieure au roulement sur fer, avec de meilleures accélérations et un meilleur freinage. Cette différence est telle que le roulement sur fer ne pourra prétendre à des performances honorables en comparaison que vers la fin des années 1960, en particulier grâce à l'adhérence totale, où tous les essieux sont motorisés.
Dès 1929, la société Michelin a l'idée d'entourer les bandages des roues métalliques de pneumatiques et met au point le pneurail. Des prototypes sont construits aux usines de Clermont-Ferrand et divers essais sont entrepris sur la ligne du Mont-Dore.
Au début des années 1930, Michelin entreprend des essais pour le métro, avec un chariot guidé par un rail central. Mais la nécessité de jumeler les roues, à cause de la charge très importante qui augmente les frottements dans les courbes — particulièrement nombreuses et de faible rayon sur le réseau parisien —, fait finalement abandonner les essais. Michelin s’emploie néanmoins, pour des raisons évidentes de nouveaux marchés, à développer le concept pour le chemin de fer. Un premier autorail sur pneumatiques est mis en service en janvier 1931 sur la liaison de Paris à Deauville. Il ouvre la voie aux fameuses Michelines, utilisées notamment vers Deauville et Clermont-Ferrand. En 1949, l’entreprise donne naissance aux trains sur pneumatiques, avec des voitures de grandes lignes qui circulent entre Paris et Strasbourg puis entre Paris et Bâle.

### Inconvénients des pneurails
Les expérimentations ne durent que quelques années, les véhicules se révélant trop complexes. Le pneumatique repose sur la surface très réduite du rail et voit sa charge très limitée, ce qui impose d’alléger au maximum les voitures et de concevoir des bogies à essieux multiples afin de répartir la charge.
La seule solution pour le métro semble de faire reposer le poids des véhicules non sur les rails, mais sur des pistes adaptées à des pneumatiques plus larges. Or dès 1929, un système de ce type est expérimenté aux environs de Gênes, en Italie. En effet, le Sanctuaire Nostra Signora della Guardia, situé au sommet d’une colline de 804 mètres d'altitude, est desservi par une route guidée (« guidovia (it) »), à l’aide d’autorails équipés de quatre roues en bandages pleins, roulant sur des pistes extérieures à la voie ferrée. Le guidage demeure assuré par les boudins de roues en acier. Cette exploitation se maintiendra jusqu’en 1967.

### Le premier métro sur pneus

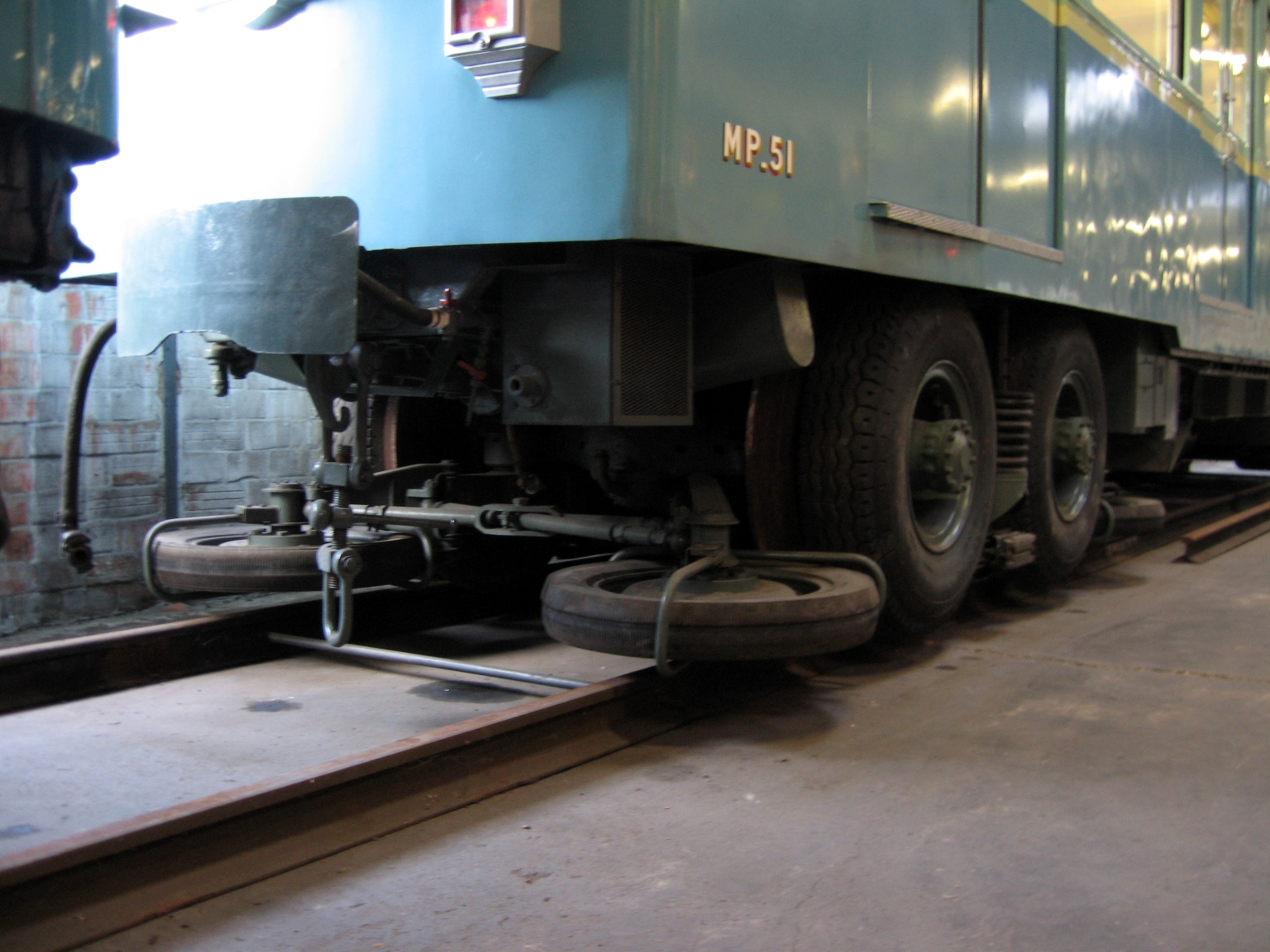
Détail du bogie du MP 51.

L'exceptionnelle fréquentation du réseau parisien durant la Seconde Guerre mondiale commence à se résorber à partir de 1947. Mais à la même époque apparaît le phénomène des pointes de trafic le matin et le soir, qui concentrent un trafic très élevé sur de courtes périodes. Il devient alors indispensable d'accroître significativement la capacité de transport des lignes afin de réduire leur saturation croissante.
Un métro nécessite des démarrages rapides et des freinages puissants, qui permettent d'accroître la capacité d'une ligne en réduisant l'intervalle entre deux rames. La solution classique aurait été la production de rames à adhérence totale (tous les essieux sont moteurs) et freinage rhéostatique, en cours de généralisation sur d'autres réseaux. Mais l'idée d'utiliser des pneumatiques pour un réseau métropolitain demeure dans les esprits des techniciens français. C'est cette voie qui est privilégiée, le matériel à adhérence totale étant estimé trop onéreux. De plus, le roulement sur pneumatiques permet de réduire le bruit et les vibrations, ce qui est particulièrement important pour un réseau urbain en tunnel.
Mais le métro de Paris nécessite des pneus plus petits que sur le réseau ferroviaire principal, pour des raisons à la fois de gabarit et de courbes. L'étude d'un concept équivalent n'est ainsi rendu possible qu'avec l'arrivée des pneus à armature métallique dans les années 1950, pneus pouvant supporter quatre tonnes avec un diamètre de moins d'un mètre. Les services techniques de la toute nouvelle régie autonome des transports parisiens (RATP), créée en 1949, estiment qu'il est préférable d'assurer le guidage des véhicules par des roues munies de pneumatiques, et non par les boudins de roues métalliques, afin de réduire le plus possible le bruit des trains en tunnel. Un bogie très particulier est alors élaboré selon ces principes.
La RATP décide alors de commander et tester un prototype, le MP 51, qui devient le premier métro sur pneumatiques au monde. Celui-ci est guidé par des roues horizontales prenant appui sur deux barres latérales de guidage, une des barres servant également à l'alimentation électrique. Un essieu métallique classique de chemin de fer assure le guidage au passage des aiguillages ou en cas de crevaison, seuls cas pour lesquels ils sont en contact avec la voie ferrée ordinaire. Les roues en acier tournent en situation normale à quelques centimètres au-dessus des rails. Les quatre roues par bogie équipées de pneumatiques sont placées de part et d'autre des essieux en acier, et circulent sur des pistes de roulement en bois (azobé) ou en fer, placées de chaque côté des rails.

### L'expérimentation

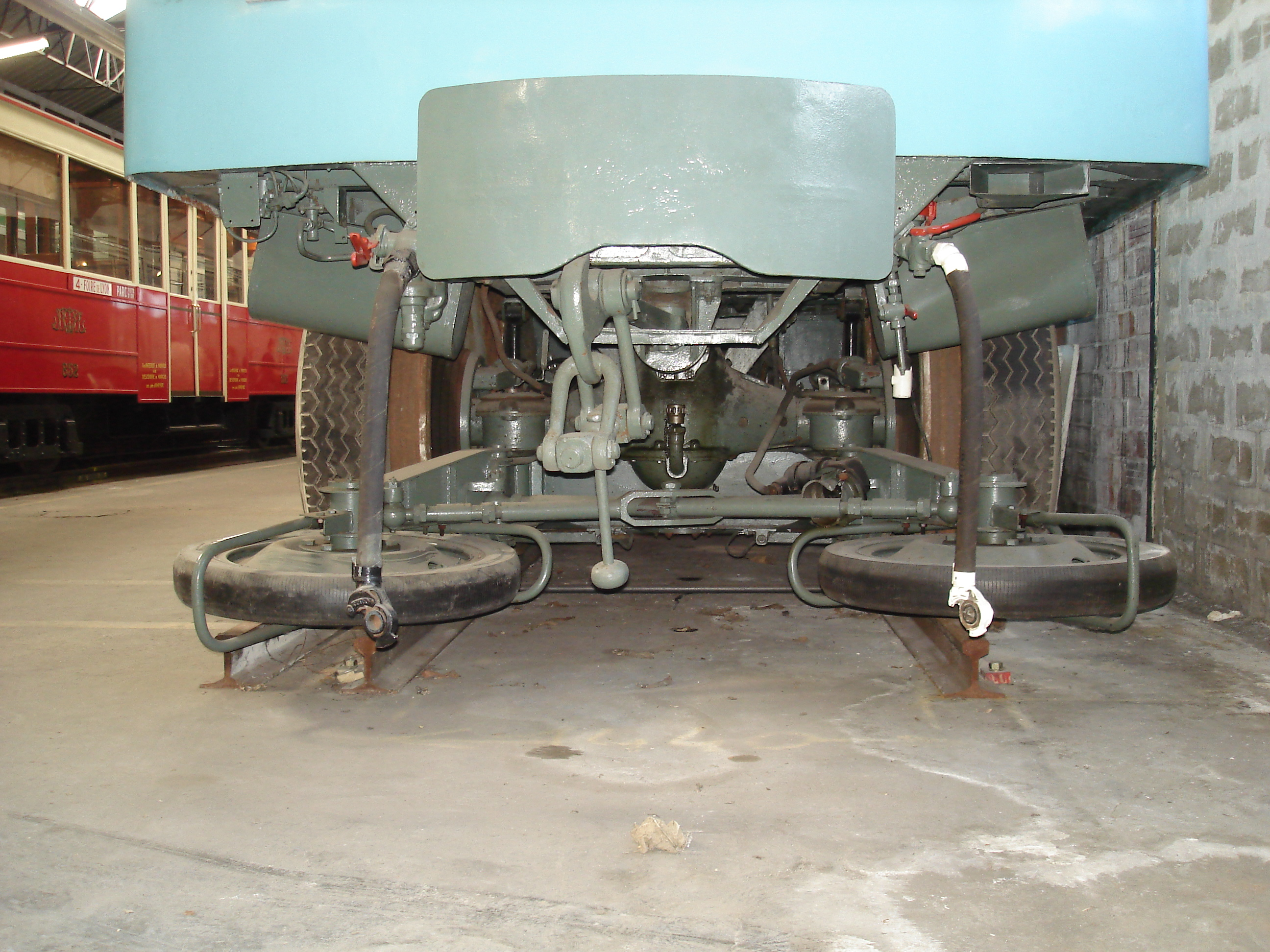
Bogie du MP 51. Les pneus de guidage (au premier plan) sont dérivés des pneus pour cycles ; les pneus porteurs sont situés à l'extrémité des essieux, contre les roues classiques en acier.

Le prototype est fabriqué à Creil par un consortium de constructeurs français et parvient à la RATP le 25 juillet 1951. Il est présenté aux pouvoirs publics et à la presse les 12 et 14 novembre 1951.
Parallèlement, la voie navette entre Porte des Lilas et Pré-Saint-Gervais est transformée pour le roulement sur pneus. En effet, cette voie est inutilisée en service commercial depuis 1939 et sert pour la formation des conducteurs. Longue de 770 mètres, elle possède des caractéristiques idéales pour les divers tests prévus, avec une courbe serrée de soixante-quinze mètres de rayon et une rampe de 40 ‰ sur trois cents mètres.
Le prototype MP 51 est envoyé sur la voie navette où les essais d'endurance sont engagés. Ils se révèlent plus que concluants : le bruit de roulement est plus faible que celui des matériels sur roues en fer, les accélérations et freinages considérables atteignent 1,45 m/s2 et ne sont limités que par le confort des voyageurs. Les pneumatiques évitent les risques d'enrayage ou le défaut d'adhérence roue-rail, et permettent des performances excellentes pour l'époque : les accélérations atteignent 2 m/s2 et le freinage d'urgence 5 m/s2. Ces valeurs sont toutefois inexploitables en service commercial, car incompatibles avec le confort des voyageurs.
Pour parfaire les essais, diverses situations dégradées sont provoquées afin de déterminer leur impact : le véhicule roule avec un pneu porteur dégonflé ou surgonflé, une roue totalement bloquée, sur divers objets abandonnés sur les pistes de roulement etc. Si les pneus sont crevés, la sécurité est néanmoins assurée car la rame prend alors appui sur le rail grâce aux essieux classiques avec roues en acier. Le danger d'éclatement des pneus ou d'incendie apparaissait alors pratiquement nul,.

### Les essais avec voyageurs et le pilotage automatique
Le MP 51 semble tout à fait fiable aux ingénieurs de la régie. Il est en conséquence utilisé quotidiennement en service voyageurs sur la voie navette de 13 h 30 à 19 h 30, du 13 avril 1952 au 31 mai 1956. Il ne s'agit pas d'une remise en service commercial de cette voie, l'exploitation étant suspendue les jours de révision de l'automotrice. Le trafic demeure d'ailleurs très faible, essentiellement constitué de curieux et d'enfants des écoles. Il est régulièrement proposé à un voyageur, souvent un enfant, de conduire le métro : celui-ci enclenche le pilotage automatique que la RATP teste également lors de ces essais. Des capteurs sont placés sous le véhicule et reçoivent un programme, envoyé par le biais d'un courant alternatif diffusé par un fil situé sur la voie, dessinant une grecque à pas variable.
De 1956 à 1961, le MP 51 fait encore l'objet de divers essais, avant d'être définitivement garé. Le pilotage automatique est quant à lui déployé sur le reste du réseau à partir de 1966.

## Caractéristiques

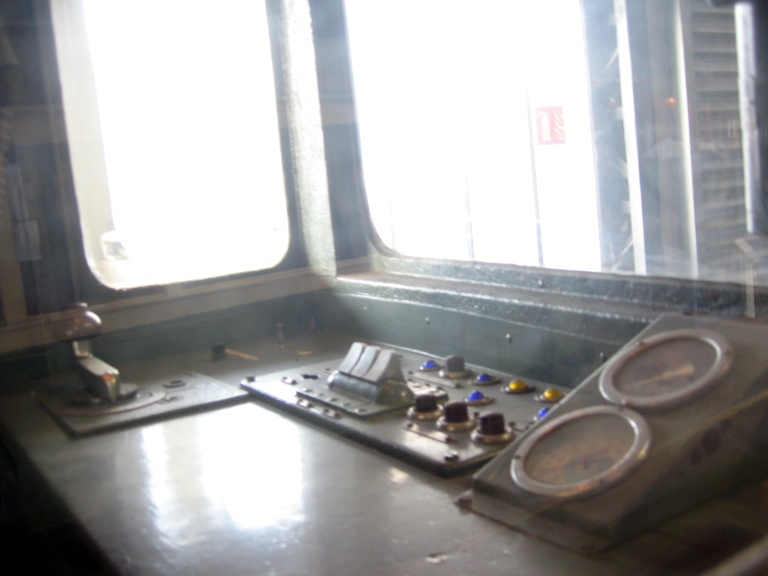
Cabine de conduite du prototype, avec, à gauche, le manipulateur de traction/freinage.

Le véhicule, long de 15,40 m et d'un poids de seulement vingt tonnes à vide, est équipé d'une loge de conduite à chaque extrémité. Il mesure 2,45 m de largeur pour 3,40 m de hauteur. Il comporte quatre double portes par face, larges d'1,30 mètre. La capacité du véhicule est de vingt-quatre places assises plus autant de strapontins, et cent trente voyageurs debout. Les deux moteurs Alsthom TD 624 de 130 chevaux sont suspendus sous la caisse, et non situés sur les bogies. Chaque moteur entraîne les deux essieux du bogie voisin par un arbre à cardan. Un différentiel est installé sur chaque essieu en raison de la grande adhérence des pneumatiques.
Le captage du courant de traction est réalisé par des frotteurs sur une des barres de guidage latérales. Un petit pantographe est dissimulé derrière le lanterneau afin de permettre le captage du courant distribué par fil aérien pour circuler dans l'atelier de maintenance, installé dans le raccordement avec la ligne 3. Les rails ordinaires assurent le retour du courant et le fonctionnement de la signalisation.
Le MP 51 est la première motrice du métro de Paris équipée du freinage rhéostatique. Ce dernier permet de freiner le véhicule dans la descente du Pré-Saint-Gervais, et d'amorcer l'arrêt en station. Un frein pneumatique classique, à commande électrique, agit sur le tambour, placé sur chaque arbre de transmission.
La motrice est commandée par une unique manette, assurant, de part et d'autre du point neutre, trois crans de traction (manœuvre, série et parallèle), trois positions de freinage normal et trois positions de freinage d'urgence. En freinage normal, le frein rhéostatique est actionné progressivement avec le frein à air afin de conserver une décélération donnée ; en freinage d'urgence, le frein pneumatique est immédiatement mis en action.
Le véhicule possède un aspect expérimental, avec des pneus proches de ceux de camions et de cycles dont ils sont dérivés. Au-delà de son type de roulement, le MP 51 présente plusieurs innovations, qui rompent en profondeur avec les rames Sprague-Thomson, alors en circulation sur la totalité des lignes du réseau, avec un éclairage par tubes fluorescents ou les sièges en texoïd.

## Épilogue

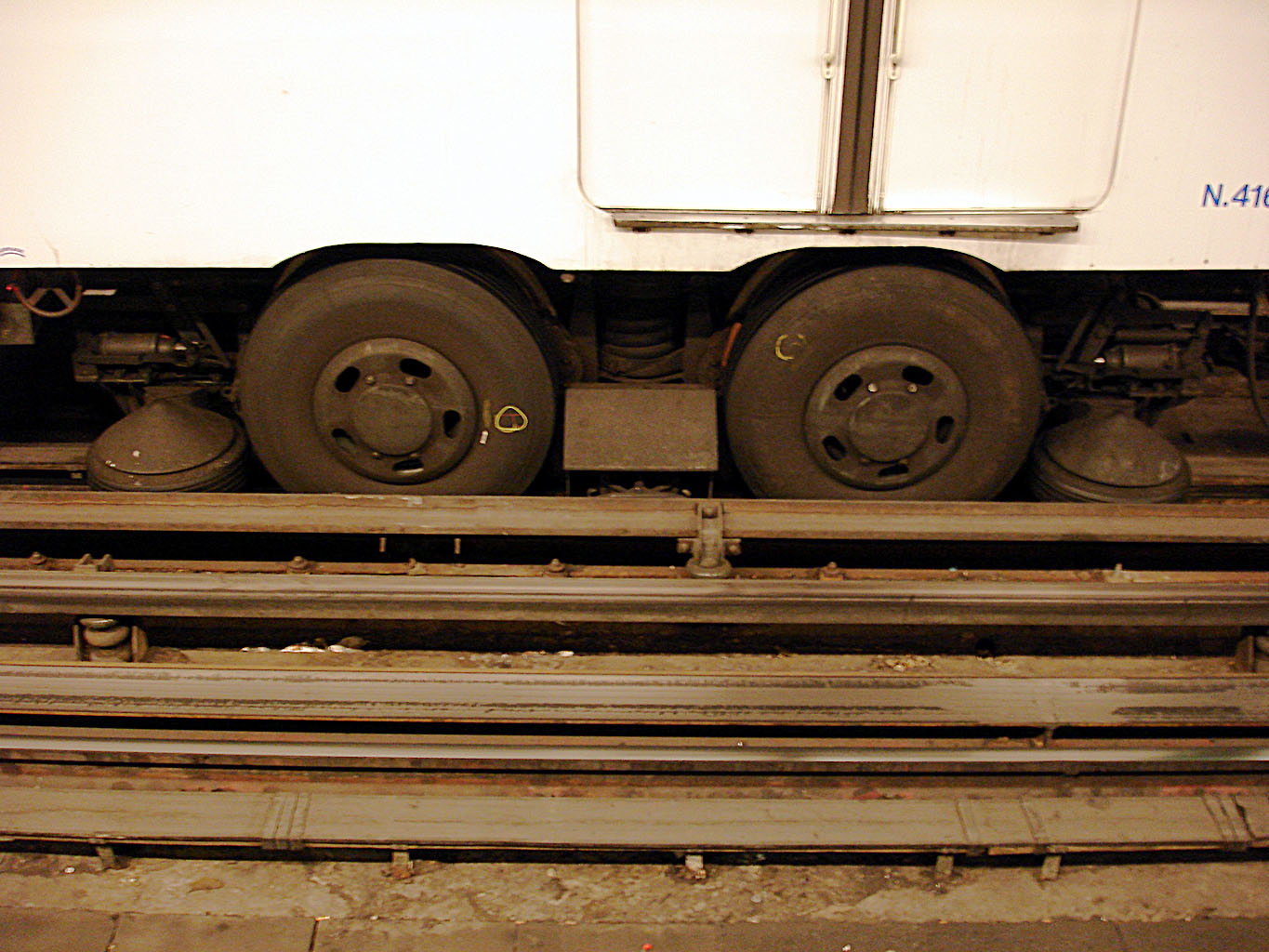
Un MP 59 sur la voie pneus de la ligne 11. On distingue une des pistes de roulement en acier (au premier plan) et les barres de guidage latérales. La prise de courant de traction s'effectue sur celles-ci grâce à un frotteur, visible au centre.

La réussite du prototype MP 51 amène la direction de la RATP à lancer la conversion sur pneumatiques d'une ligne principale du réseau, à titre de test à grande échelle, en vue, à terme, de la « pneumatisation » totale du réseau parisien.
C'est la ligne 11 qui est choisie, à cause de sa faible longueur (6,3 km), de son profil difficile avec de fortes déclivités, et de son tracé sinueux.
Le 30 avril 1954, le conseil d'administration de la RATP adopte le marché de construction de 71 véhicules sur pneumatiques de seconde génération, le MP 55, afin de composer des trains de quatre voitures pour la ligne 11. Les travaux d'équipement de la ligne en pistes pour pneumatiques et barres de guidage commencent dans la foulée.
La réussite de cette conversion sur pneumatiques, ouverte au public en 1956, fait engager la « pneumatisation » des lignes 1 et 4, afin d'accroître la capacité de ces lignes surchargées. Mais la conversion sur pneumatiques est laborieuse et plus coûteuse que prévu et fait finalement abandonner sa généralisation, compte tenu de l'apparition de matériels sur roues en fer aux performances proches qui en réduisent par ailleurs la nécessité. La ligne 6 est toutefois « pneumatisée » au début des années 1970, en raison de son tracé aérien sur 45 % de la longueur, afin de réduire le patinage des essieux moteurs sur rails mouillés, les vibrations et le bruit pour les riverains des viaducs.
La « pneumatisation » n'est donc pas généralisée à tout le réseau de Paris, mais elle reste une référence technologique et est utilisée pour toutes les nouvelles lignes de métro construites depuis en France, que ce soient les nouveaux réseaux de Lyon ou Marseille en 1977 et 1978, les systèmes VAL, ou en 1998, la plus récente ligne parisienne à automatisme intégral, la ligne 14, la seule du réseau équipée dès la construction. La « pneumatisation » demeure également une vitrine pour la RATP pour la construction de réseaux hors de France via sa filiale SOFRETU, devenue Systra, le roulement sur pneumatiques étant employé à Montréal (Canada), à Mexico (Mexique) et à Santiago (Chili).
Quant au prototype MP 51, il rejoint les collections du musée des transports urbains de Saint-Mandé le 3 avril 1981, soit vingt ans après sa dernière circulation. Il est restauré en 1993 aux ateliers de Fontenay. Depuis 2012, il est exposé dans une réserve de la gare de Villeneuve-Triage.